# Az év magyar tornásza
Az év magyar tornásza címet 1964 óta ítéli oda a Magyar Torna-szövetség. A díjat legtöbb alkalommal Berki Krisztián (10) valamint Böczögő Dorina (5) nyerte el.

## Díjazottak
Szertorna
| Év   | Férfiak                        | Nők                 |
| ---- | ------------------------------ | ------------------- |
| 1964 | Csányi Rajmund                 | Makray Katalin      |
| 1965 | Aranyos István                 | Ducza Anikó         |
| 1966 | nem volt díjazott              | Ducza Anikó         |
| 1967 | Bérczi István és Tihanyi Endre | Bánfai Ágnes        |
| 1968 | Aranyos István                 | Bánfai Ágnes        |
| 1969 | Bordán Dezső                   | Bánfai Ágnes        |
| 1970 | nem volt díjazott              | nem volt díjazott   |
| 1971 | Molnár Imre                    | Békési Ilona        |
| 1972 | Molnár Imre                    | Békési Ilona        |
| 1973 | Magyar Zoltán                  | Medveczky Krisztina |
| 1974 | Magyar Zoltán                  | Medveczky Krisztina |
| 1975 | Magyar Zoltán                  | Egervári Márta      |
| 1976 | Magyar Zoltán                  | Egervári Márta      |
| 1977 | Magyar Zoltán                  | Egervári Márta      |
| 1978 | Magyar Zoltán                  | Óvári Éva           |
| 1979 | Magyar Zoltán                  | Csányi Erika        |
| 1980 | Magyar Zoltán                  | Csányi Erika        |
| 1981 | Guczoghy György                | Flander Erika       |
| 1982 | Guczoghy György                | Zsilinszky Tünde    |
| 1983 | Guczoghy György                | Csányi Erika        |
| 1984 | Guczoghy György                | Csányi Erika        |
| 1985 | Guczoghy György                | Ladányi Andrea      |
| 1986 | Guczoghy György                | Ladányi Andrea      |
| 1987 | Borkai Zsolt                   | Storczer Beáta      |
| 1988 | Borkai Zsolt                   | Storczer Beáta      |
| 1989 | Takács Gyula                   | Ónodi Henrietta     |
| 1990 | Fajkusz Csaba                  | Ónodi Henrietta     |
| 1991 | Supola Zoltán                  | Ónodi Henrietta     |
| 1992 | Supola Zoltán                  | Ónodi Henrietta     |
| 1993 | Supola Zoltán                  | Molnár Andrea       |
| 1994 | Supola Zoltán                  | Krausz Nikolett     |
| 1995 | Supola Zoltán                  | Nyeste Adrienn      |
| 1996 | Csollány Szilveszter           | Varga Adrienn       |
| 1997 | Csollány Szilveszter           | Varga Adrienn       |
| 1998 | Csollány Szilveszter           | Varga Adrienn       |
| 1999 | Csollány Szilveszter           | Ónodi Gabriella     |
| 2000 | Csollány Szilveszter           | Nyeste Adrienn      |
| 2001 | Csollány Szilveszter           | Strifler Angéla     |
| 2002 | Csollány Szilveszter           | Kiss Renáta         |
| 2003 | Gál Róbert                     | Szarka Krisztina    |
| 2004 | Gál Róbert                     | Szarka Krisztina    |
| 2005 | Berki Krisztián                | Gombás Laura        |
| 2006 | Berki Krisztián                | Gombás Laura        |
| 2007 | Berki Krisztián                | Böczögő Dorina      |
| 2008 | Berki Krisztián                | Böczögő Dorina      |
| 2009 | Berki Krisztián                | Böczögő Dorina      |
| 2010 | Berki Krisztián                | Tóth Renáta         |
| 2011 | Berki Krisztián                | Böczögő Dorina      |
| 2012 | Berki Krisztián                | Böczögő Dorina      |
| 2013 | Berki Krisztián                | Makra Noémi         |
| 2014 | Berki Krisztián                | Makra Noémi         |
| 2015 | Hidvégi Vid                    | Makra Noémi         |
| 2016 | Hidvégi Vid                    | Kovács Zsófia       |
| 2017 | Berki Krisztián                | Kovács Zsófia       |
| 2018 | Vecsernyés Dávid               | Dévai Boglárka      |
| 2019 | Vecsernyés Dávid               | Kovács Zsófia       |
| 2020 | Vecsernyés Dávid               | Kovács Zsófia       |
| 2021 | Mészáros Krisztofer            | Kovács Zsófia       |
| 2022 | Mészáros Krisztofer            | Kovács Zsófia       |
| 2023 | Mészáros Krisztofer (3)        | Kovács Zsófia (7)   |
| 2024 | Mészáros Krisztofer (4)        | Bácskay Csenge      |